# Regel (Richtlinie)
Eine Regel ist eine aus bestimmten Regelmäßigkeiten abgeleitete, aus Erfahrungen und Erkenntnissen gewonnene, in Übereinkunft festgelegte, für einen bestimmten Bereich als verbindlich geltende Richtlinie.
Das Wort Regel taucht als lateinisches Lehnwort regula, regile um das 9. Jahrhundert im Althochdeutschen auf (aus lateinisch regula „Maßstab, Richtschnur“) und formte sich im Mittelhochdeutschen zu regel, regele. Eine Sammlung von Regeln wird als Regelwerk oder Reglement bezeichnet.
Beispiele dafür sind Regeln für das soziale Verhalten (Verhaltensnorm), zum Beispiel Verkehrsregeln, Benimm- oder Spielregeln und Maximen. Ablauf- und Kommunikationsregeln in der Politik und Datenübertragung werden im Allgemeinen als Protokoll bezeichnet. In der Nebenbedeutung Konvention, Standard, bezeichnet Regel eine Übereinkunft, an die man sich nach allgemeiner Auffassung halten soll.

## Soziologie und Ethik zu Regeln im Sinne von Richtlinien
Aus soziologischer Sicht spricht man häufig von der Reproduktion von Regeln oder Normen, die dadurch, dass sie befolgt werden, immer weiterleben. So gesehen besteht ein enger Zusammenhang zwischen dem Vorhandensein von Regeln und Menschen, die diese befolgen.
Wer sich an Regeln hält, muss sich nicht rechtfertigen (oder bleibt im Rennen). Dies ist relevant bei jeglicher Art von Wettbewerb und Beurteilung fachgerechten Vorgehens. Die Frage, wo Regeln herkommen bzw. wer sie erlässt (und ob sie anerkannt werden) untersucht Jean Piaget am Beispiel des Murmelspiels (siehe: „Das moralische Urteil beim Kinde“, erstes Kapitel). Er beobachtet Kinder beim Spielen und lässt sich von ihnen nicht nur die Regeln erklären, sondern auch, woher sie kommen und ob sie sich verändern lassen. Die Geltung und Befolgung der Regeln führt Piaget auf das Problem der Achtung vor der Gruppe und die Achtung vor sich selbst zurück. Dieser Gedanke passt zu der nüchternen Feststellung Niklas Luhmanns, für den moralische Kommunikation darin besteht, dass man seinem Gegenüber die Bedingungen mitteilt, von denen man die Zuteilung von Achtung abhängig macht.
In der Ethik ist noch der Sonderfall von Gesetzen bekannt, die als gültig dargestellt werden, ohne dass sie jemand aufstellen müsste. Das allgemeine Sittengesetz ist nach Kant beispielsweise a priori gültig für alle vernünftigen Wesen.